# Paris Baguette
Paris Baguette (en coréen : 파리바게뜨) est une chaîne multinationale sud-coréenne de boulangeries-cafés, détenue par le groupe SPC et dont le siège social est à Séoul. En 1986, elle a été créée en tant que filiale de Shani Co., Ltd. et a ouvert la première « Paris Baguette » à Gwanghwamun, Séoul, et la première boulangerie haut de gamme « Paris Croissant » à Itaewon l'année suivante, et le siège social nom changé pour correspondre au nom de la marque.

## Pratiques de travail
En 2022, un boycott de Paris Baguette a eu lieu après qu'un ouvrier d'une usine de Pyeongtaek a été mortellement écrasé par une machine à mélanger la sauce. Peu de temps avant l'incident, un autre ouvrier de l'usine avait été blessé à la main par une machine de production, mais n'avait pas été envoyé à l'hôpital car il n'était pas un travailleur à temps plein. Plusieurs syndicats sud-coréens ont condamné l'entreprise en raison de ses antécédents en matière de sécurité et de répression des syndicats,,.